# إيفا ماريا هوخ
إيفا ماريا هوخ (بالألمانية: Eva-Maria Hoch)‏ مواليد 6 أغسطس 1984 في النمسا، هي لاعبة كرة مضرب نمساوية سابقة، اعتزلت اللعب في 2008. أعلى تصنيف لها في الفردي كان 491. أعلى تصنيف لها في الزوجي كان 354.

## النهائيات

### الفردي (0–1)
| الحصيلة | الرقم | التاريخ       | الدورة         | الأرضية | المنافس        | النتيجة          |
| ------- | ----- | ------------- | -------------- | ------- | -------------- | ---------------- |
| الوصافة | 1.    | 25 يونيو 2007 | أوسلو، النرويج | ترابية  | إيرينا كوزمينا | 4–6, 0–3, انسحاب |

## روابط خارجية
- إيفا ماريا هوخ على موقع رابطة محترفات التنس (الإنجليزية)
- إيفا ماريا هوخ على موقع الاتحاد الدولي لكرة المضرب (الإنجليزية)